# Ginasservis
 Ginasservis  es una población y comuna francesa.

## Ubicación
Se encuentra en la región de Provenza-Alpes-Costa Azul, departamento de Var, en el distrito de Brignoles y cantón de Rians.

## Demografía
| 511 | 612 | 643 | 779 | 911 | 984 |
| Para los censos de 1962 a 1999 la población legal corresponde a la población sin duplicidades (Fuente: INSEE [Consultar]) |     |     |     |     |     |